# Фирсова, Валентина Александровна
Валентина Александровна Фирсова (22 сентября 1937 — 19 декабря 2022) — советский хозяйственный, государственный и политический деятель, Герой Социалистического Труда.

## Биография
Родилась в 1937 году в поселке Тёткино. Член КПСС с 1965 года.
С 1952 года — на хозяйственной, общественной и политической работе. В 1952—1992 гг. — рабочая на торфопредприятии в Сумской области Украинской ССР, ткачиха ордена Трудового Красного Знамени Бендерского шёлкового комбината Министерства лёгкой промышленности Молдавской ССР.
Указом Президиума Верховного Совета СССР от 9 июня 1966 года присвоено звание Героя Социалистического Труда с вручением ордена Ленина и золотой медали «Серп и Молот».
Избиралась депутатом Верховного Совета СССР 9-го созыва.
Делегат XXIV съезда КПСС.
Почётный гражданин города Бендеры.
Жила в городе Бендеры. Скончалась 19 декабря 2022 года.